# ارهارد بائور
ارهارد بائور (به آلمانی: Erhard Bauer) بازیکن فوتبال و مدافع اهل آلمان شرقی بود که از سال ۱۹۵۴ میلادی عضو تیم ملی فوتبال آلمان شرقی بوده‌است. وی در ۳ بازی ملی حضور داشته و در بازی‌های ملی‌اش گلی به ثمر نرساند. ارهارد بائور آخرین بازی ملی خود را در سال ۱۹۵۴ میلادی انجام داد.